# Daniel da Silva
Daniel da Silva (* 27. květen 1973) je bývalý brazilský fotbalista.

## Reprezentační kariéra
Daniel da Silva odehrál za brazilský národní tým v roce 2002 celkem 1 reprezentační utkání.

## Statistiky
| Brazílie | Brazílie | Brazílie |
| Roky     | Zápasů   | Gólů     |
| -------- | -------- | -------- |
| 2002     | 1        | 0        |
| Celkem   | 1        | 0        |